# Tittesworth
Tittesworth est une paroisse civile du Staffordshire, en Angleterre.